# Алис Вайдел
Алис Елизабет Вайдел (родена на 6 февруари 1979 г.) е германски политик, съпредседател на партия „Алтернатива за Германия“ (AfD) заедно с Тино Хрупала от юни 2022 г. От октомври 2017 г. тя заема поста лидер на парламентарната група на „Алтернатива за Германия“ в Бундестага.
Вайдел е избрана за член на Бундестага (MdB) на федералните избори през 2017 г., където е водещият кандидат на AfD заедно с Александър Гауланд . На федералните избори през 2021 г. отново е водещ кандидат на „Алтернатива за Германия“ заедно с Тино Хрупала. От февруари 2020 г. до юли 2022 г. Вайдел заема позицията на председател AfD в Баден-Вюртемберг. През 2024 г. е избрана за кандидат на своята партия за канцлер на предстоящите през 2025 г. федерални избори в Германия.